# Wixford
Wixford – wieś i civil parish w Anglii, w hrabstwie Warwickshire, w dystrykcie Stratford-on-Avon. Leży 22 km na południowy zachód od miasta Warwick i 142 km na północny zachód od Londynu. W 2011 roku civil parish liczyła 155 mieszkańców. Wixford jest wspomniana w Domesday Book (1086) jako Witeleavesford.